# شيش أتحداك (برنامج)
شيش أتحداك برنامج تلفزيوني جزائري، من تقديم فيصل عجايمي وإخراج نسيم بومعيزة، يعرض حاليا في شهر رمضان 2017 على التلفزيون الجزائري، الجزائرية الثالثة وكنال ألجيري.
ترتكز فكرة العمل على استدعاء ضيوف في مواقع مختلفة ليقوموا بتحديات ومغامرات تجمع بين الفرجة والعمل الخيري، الموجه إلى الأطفال المرضى، ويعتمد على استدعاء شخصيات فنية، سينمائية وإعلامية معروفة لترفع تحديا يعتمد على العضلات والقوة الجسمية، من أجل هذه القضية الإنسانية.